# Thismia luetzelburgii
Thismia luetzelburgii är en enhjärtbladig växtart som beskrevs av Karl Christian Traugott Friedemann Goebel och Karl Suessenguth. Thismia luetzelburgii ingår i släktet Thismia och familjen Burmanniaceae. Inga underarter finns listade i Catalogue of Life.